# Leonilde Lonigo Calvi
Leonilde Lonigo Calvi (Lendinara, 1821 – Padova, 12 ottobre 1901) è stata una patriota italiana.

## Biografia
Figlia di Teresa Beggio e di Antonio visse i primi anni della sua vita a Lendinara, dove la famiglia aveva possedimenti, poi a Milano e infine a Padova dove entrò in contatto con alcuni protagonisti dei moti studenteschi del 1848.

## Attività patriottica e collegamenti
Aderì ai fermenti rivoluzionari del ’48 ed era in collegamento con Maddalena Montalban Comello, amica dei tempi di scuola. Von essa condivideva il desiderio dell’indipendenza veneta realizzando molte iniziative finalizzate alla produzione di materiale propagandistico da vendere per raccogliere i fondi per finanziare sia i doni simbolici rivolti al re e al generale, sia l’espatrio clandestino di giovani, che andavano a combattere in Piemonte per l'Italia e con Garibaldi. Nel periodo compreso fra gli anni 1860 e 1862 si fece promotrice assieme a Maddalena Montalban, della preparazione di un album da offrire a nome delle donne venete, triestine e istriane a Maria Pia di Savoia in occasione delle sue nozze con Luigi I, re del Portogallo, e di una “daga” con il manico finemente cesellato con 17 figure che racchiudevano la storia d’Italia e l’invito a liberare le Tre Venezie, da inviare a Giuseppe Garibaldi. Entrambi i doni avevano un preciso valore simbolico: lo scopo era quello di sollecitare il re e il generale a intervenire in favore della liberazione del Veneto. Le due donne operarono in stretto contatto con il Comitato politico centrale veneto, costituitosi a Torino nel 1859 e diretto da Alberto Cavalletto. Fu in contatto con Carolina Olivia Celesia, del comitato genovese a cui fece recapitare, tramite la cognata Antonietta Tozzi moglie del fratello Aurelio, il disegno dell’elsa da far recapitare a Milano per la fabbricazione.

## Processo e detenzione
Il ritrovamento di una lettera portò la polizia a perquisire casa Lonigo a Padova e a Venezia e quella della Montalban e portò al sequestro di lettere, stampe, foto, monili con emblemi politici. Le due donne furono arrestate e tradotte nel carcere veneziano e il loro caso fu avocato al Tribunale di Venezia. Le attività che emersero da minuziose indagini secondo il codice penale austriaco rientravano fra i crimini di perturbata tranquillità pubblica dello Stato e di alto tradimento. Vennero processate e condannate a cinque mesi di carcere. Con la successiva sentenza d’Appello del 31 agosto, la pena veniva aggravata ed aumentata ad un anno. Veniva liberata in agosto del 1864 dopo avere scontato un anno e mezzo di carcere.

## Riconoscimenti
Venne invitata a Treviso in occasione della visita del re Vittorio Emanuele II assieme alle altre patriote, ricevendo in dono un anello con tre pietre tricolori quale segno di gratitudine.